# (27776) Cortland
(27776) Cortland est un astéroïde de la ceinture principale, de la famille de Hungaria.

## Description
(27776) Cortland est un astéroïde de la ceinture principale, de la famille de Hungaria. Il présente une orbite caractérisée par un demi-grand axe de 1,92 UA, une excentricité de 0,09 et une inclinaison de 21,0° par rapport à l'écliptique.

## Compléments